# Élections européennes de 2019 en Lituanie
Les élections européennes de 2019 en Lituanie sont les élections des députés de la neuvième législature du Parlement européen, qui se déroulent du 23 mai au 26 mai 2019 dans tous les États membres de l'Union européenne, dont la Lituanie où elles auront lieu le 26 mai 2019. Les élections européennes pourraient se dérouler le même jour que le second tour de l'élection présidentielle lituanienne.
Malgré le départ du Royaume-Uni de l'Union européenne, la Lituanie élira en 2019 le même nombre de députés au Parlement européen qu'en 2014, soit 11 députés.

## Mode de scrutin
Les onze députés européens lituaniens sont élus au suffrage universel direct par les citoyens lituaniens et les ressortissants de l'UE vivant en Lituanie, et âgés de plus de 18 ans. Le scrutin se tient selon le mode du vote préférentiel, et les sièges sont répartis proportionnellement entre les listes ayant dépassé 5 % des suffrages exprimés selon la méthode du plus fort reste. 

## Contexte
Au niveau européen, le scrutin intervient dans un contexte inédit. La mandature 2014-2019 a en effet vu intervenir plusieurs événements susceptibles d'influer durablement sur la situation politique européenne, comme le référendum sur l'appartenance du Royaume-Uni à l'Union européenne en 2016, l'arrivée ou la reconduction au pouvoir dans plusieurs pays de gouvernements eurosceptiques et populistes (en Hongrie en 2014, en Pologne en 2015, en Autriche en 2017 et en Italie en 2018) et l'adoption de l'Accord de Paris sur le climat en 2015. Les élections interviennent alors que la Commission européenne est présidée depuis 15 ans par le Parti populaire européen (PPE) ; la Commission sortante, présidée par Jean-Claude Juncker, rassemble des membres du PPE, de l'Alliance des libéraux et des démocrates pour l'Europe et du Parti socialiste européen.
Les élections européennes auront lieu deux semaines après le premier tour de l'élection présidentielle lituanienne, et possiblement en même temps que le second tour. Cette élection marquera la fin de la présidence de Dalia Grybauskaitė, ancienne commissaire européenne et présidente de la Lituanie depuis 2009. Son nom est d'ailleurs cité parmi les favoris pour prendre la présidence du Conseil européen. Les élections législatives de 2016 virent un bond du parti centriste de l'Union lituanienne agraire et des verts qui passe de 1 à 54 sur les 141 sièges que compte le Seimas. À la suite de ces élections, leur chef de file Saulius Skvernelis, non-membre du parti, est nommé premier ministre et forme un gouvernement avec le Parti social-démocrate lituanien. 

## Campagne

### Listes et candidats
Au cours de la législature, l'eurodéputé Valentinas Mazuronis quitte successivement Ordre et justice (2015) et le Parti du travail (2017) avant de siéger comme indépendant au sein du groupe ADLE. 
En 2016, Antanas Guoga quitte le Mouvement libéral et siège depuis comme indépendant au sein du PPE.
| Parti | Parti                                                                                                  | Idéologie                                                                         | Tête de liste | Parti européen | Députés sortants | Députés sortants |
| Parti | Parti                                                                                                  | Idéologie                                                                         | Tête de liste | Parti européen | Nombre           | Groupe politique |
| ----- | --- | --------------------------------------------------------------------------------- | ------------- | -------------- | ---------------- | ---------------- |
|       | Union de la patrie - Chrétiens-démocrates lituaniens Tėvynės sąjunga - Lietuvos krikščionys demokratai | Centre droit Conservatisme, démocratie chrétienne, libéralisme                    |               | PPE            | 2 / 11           | PPE              |
|       | Parti social-démocrate lituanien Lietuvos socialdemokratų partija                                      | Centre gauche Social-démocratie, progressisme                                     |               | PSE            | 2 / 11           | S&D              |
|       | Mouvement libéral de la République de Lituanie Lietuvos Respublikos Liberalų sąjūdis                   | Centre droit Libéralisme, populisme                                               |               | ALDE           | 1 / 11           | ADLE             |
|       | Ordre et justice Tvarka ir teisingumas                                                                 | Droite Libéral-conservatisme, populisme, euroscepticisme                          |               | ADDE           | 1 / 11           | EFDD             |
|       | Parti du travail Darbo partija                                                                         | Centre Social-libéralisme, populisme                                              |               | ALDE           | 1 / 11           | ADLE             |
|       | Action électorale polonaise de Lituanie Lietuvos lenkų rinkimų akcija                                  | Centre droit Défense des intérêts des Polonais en Lituanie, démocratie chrétienne |               | ACRE           | 1 / 11           | CRE              |
|       | Union lituanienne agraire et des verts Lietuvos valstiečių ir žaliųjų sąjunga                          | Centre à centre droit Agrarisme, écologie politique                               |               |                | 1 / 11           | Verts-ALE        |

## Résultats
| Parti ou coalition       | Parti ou coalition                                                   | Voix      | %     | +/-   | Sièges | +/-           | Groupe    | Groupe |
| ------------------------ | -------------------------------------------------------------------- | --------- | ----- | ----- | ------ | ------------- | --------- | ------ |
|                          | Union de la patrie - Chrétiens-démocrates lituaniens (TS-LKD)        | 248 736   | 19,74 | 2,35  | 3      | 1             | PPE       |        |
|                          | Parti social-démocrate lituanien (LSDP)                              | 200 105   | 15,88 | 1,39  | 2      | 0             | S&D       |        |
|                          | Union lituanienne agraire et des verts (LVŽS)                        | 158 190   | 12,56 | 5,94  | 2      | 1             | Verts/ALE |        |
|                          | Parti du travail (DP)                                                | 113 243   | 8,99  | 3,84  | 1      | 0             | RE        |        |
|                          | Mouvement libéral de la République de Lituanie (LRLS)                | 83 083    | 6,59  | 9,93  | 1      | 1             | RE        |        |
|                          | Comité électoral public "Aušros Maldeikienės"                        | 82 005    | 6,51  | Nv.   | 1      | 1             | PPE       |        |
|                          | Coalition de l'Union des familles chrétiennes et de l'Alliance russe | 69 347    | 5,50  | Nv.   | 1      | 1             | CRE       |        |
|                          | Parti lituanien du centre                                            | 64 595    | 5,13  | Nv.   | 0      | 0             |           |        |
|                          | Ordre et justice (TT)                                                | 34 442    | 2,96  | 11,29 | 0      | 2             |           |        |
|                          | Autres                                                               | 206 208   | 16,14 | -     | 0      | 1             |           |        |
|                          |                                                                      |           |       |       |        |               |           |        |
| Votes valides            | Votes valides                                                        | 1 259 954 | 94,59 |       |        |               |           |        |
| Votes blancs et nuls     | Votes blancs et nuls                                                 | 72 066    | 5,41  |       |        |               |           |        |
| Total                    | Total                                                                | 1 332 020 | 100   | -     | 11     | en stagnation | -         |        |
| Abstentions              | Abstentions                                                          | 1 158 522 | 46,52 |       |        |               |           |        |
| Inscrits / Participation | Inscrits / Participation                                             | 2 490 542 | 53,48 |       |        |               |           |        |